# Axel Roudil-Cortinat
Pour les articles homonymes, voir Roudil.
Axel Roudil-Cortinat, né le 22 octobre 1999 à Mende, est un coureur cycliste français spécialisé dans le VTT cross-country, membre de Giant France MTB Pro Team et de l'équipe de France de VTT. Il est également, un temps, sociétaire de l'AC Bisontine.

## Biographie
S'il est né à Mende, Axel Roudil-Cortinat a grandit dans la commune voisine de Badaroux. Il s'oriente rapidement vers le VTT,  d'abord vers le format olympique mais participe également à des courses de VTT marathon (longue distance). Alors que ce n'est pas sa spécialité, il remporte le titre de champion de France en 2021 (après avoir fait 2e en 2019) à Megève. Il oriente alors sa carrière vers cette spécialité.
Lors de la saison 2022, il remporte plusieurs manches de la coupe d'Espagne à Valladolid, Sabiñánigo et à Baza. Ce qui lui permet de remporter le classement final de cette coupe d'Espagne. Il remporte aussi 2 manches des World Series, à la Forrestière et à l'Extrême-sur-Loue.
Il se classe 9e lors des championnats du monde à Haderslev (Danemark).
Pour la saison 2023, il rejoint le Team Bulls. Il remporte cette année là son 2e titre de champion de France.
En 2024, il échoue à la 2e place des championnats de France, battu par Hugo Drechou.
Pour les championnats de France 2025, c'est la MB Race (Megève) qui sert de support aux championnats de France. Axel Roudil-Cortinat, pourtant handicapé depuis plusieurs mois par un virus persistant, termine 5e du classement scratch et premier français, ce qui lui permet de remporter son 3e titre national.

## Palmarès

### Coupe du monde
- Coupe du monde de cross-country marathon
  - 2023 : 14e du classement général

### Championnats de France
- 2019
  - 2e du cross-country marathon
- 2021
  -  Champion de France de cross-country marathon
- 2022
  - 2e du cross-country marathon
- 2023
  -  Champion de France de cross-country marathon
- 2024
  - 2e du cross-country marathon
- 2025
  -  Champion de France de cross-country marathon

### Autres
- 2022
  - 1re manche de la Coupe d'Espagne (Valladolid)